# Leucolithodes lecideata
Leucolithodes lecideata är en fjärilsart som beskrevs av Felder 1874. Leucolithodes lecideata ingår i släktet Leucolithodes och familjen mätare. Inga underarter finns listade i Catalogue of Life.